# Agatocles (hijo de Lisímaco)
Agatocles (en griego antiguo: Ἀγαθοκλῆς, en latín: Agathocles,) fue hijo de Lisímaco de Tracia, nacido de una mujer del pueblo tracio los odrisios de nombre Maoris, o bien, y parece más seguro, de Nicea, hija de Antípatro de Macedonia.
Su padre lo envió contra los getas hacia el 292 a. C. pero fue derrotado y hecho prisionero; fue tratado con amabilidad para Dromiquetes el rey de los getas, que lo reenvió a su padre sin pedir rescate y junto con regalos. Sin embargo Lisímaco marchó entonces personalmente contra los getas y fue hecho prisionero él mismo. Dromiquetes lo liberó y le fue concedida la mano de la hija de Lisímaco.
Más tarde Agatocles fue enviado contra Demetrio Poliorcetes que había entrado en Asia y quería ocupar Caria y Lidia que pertenecían a Lisímaco. Agatocles derrotó a Demetrio y lo expulsó de las provincias en litigio. Como príncipe heredero era bastante popular entre sus súbditos, pero su madrastra Arsínoe II habló contra él a Lisímaco.
Agatocles sufrió un intento de ser envenenado (seguramente instigado por Arsínoe) que fracasó, pero el padre lo cerró poco después en prisión acusado de conspiración, donde fue muerto en 284 a. C. por Ptolomeo Cerauno refugiado en la corte de Lisímaco. Su viuda, Lisandra, huyó del país con sus hijos y su hermano Alejandro y se refugió en territorio seléucida. Seleuco I Nicátor inició seguidamente la lucha contra Lisímaco.